# Scapania sphaerifera
Scapania sphaerifera là một loài rêu trong họ Scapaniaceae. Loài này được H. Buch & Tuom. mô tả khoa học đầu tiên năm 1936.